# Summer Adventure Tag League
Rey de Parejas（レイ・デ・パレハス）は、DRAGONGATEが主催しているタッグリーグ戦。

## 概要
2007年、Summer Adventure Tag League（サマー・アドベンチャー・タッグ・リーグ）として開催。
2011年、2軍対抗ということからトーナメント戦によるSummer Adventure Tag Tournament（サマー・アドベンチャー・タッグ・トーナメント）として開催。
2023年、大会名をRey de Parejas（レイ・デ・パレハス）に変更。

## 歴代優勝者
| 開催年 | 優勝（優勝回数） 準優勝 | 出場選手（勝ち点） |
| ------ | --- | --- |
| 2007年 | 土井成樹&吉野正人 | 土井成樹&吉野正人(14)、鷹木信悟&サイバー・コング(14)、新井健一郎&岩佐拓(14)、横須賀享&斎藤了(14)、CIMA&ドラゴン・キッド(10)、望月成晃&神田裕之(10)、ドン・フジイ&K-ness.(6)、B×Bハルク&YAMATO⇒ルパン松谷&m.c.KZ.(4)、スペル・シーサー&シーサーBOY(2)、Gamma&堀口元気(2) |
| 2007年 | 鷹木信悟&サイバー・コング | 土井成樹&吉野正人(14)、鷹木信悟&サイバー・コング(14)、新井健一郎&岩佐拓(14)、横須賀享&斎藤了(14)、CIMA&ドラゴン・キッド(10)、望月成晃&神田裕之(10)、ドン・フジイ&K-ness.(6)、B×Bハルク&YAMATO⇒ルパン松谷&m.c.KZ.(4)、スペル・シーサー&シーサーBOY(2)、Gamma&堀口元気(2) |
| 2007年 | Summer Adventure Tag League 8月5日 - 8月26日 【準決勝・決勝】Zepp Sapporo タッグ10チームによる総当たりリーグ戦と上位4チームによる決勝トーナメントで開催。 ハルク&YAMATO組も出場予定だったが、2人ともケガで出場を辞退。代わりに松谷&KZ組が出場した。 最下位は決定戦によりGamma&堀口組となった。 優勝賞金は新しいタッグチャンピオンベルト（オープン・ザ・ツインゲート王座）の作成に使用された。 | |
| 2008年 | 土井成樹&吉野正人(2) | YAMATO&サイバー・コング(14)、鷹木信悟&ドラゴン・キッド(12)、土井成樹&吉野正人(10)、横須賀享&斎藤了(10)、新井健一郎&岩佐拓(8)、マット・ジャクソン&ニック・ジャクソン(8)、Gamma&神田裕之(6)、望月成晃&ドン・フジイ(2)、B×Bハルク&谷嵜なおき組(2) |
| 2008年 | 鷹木信悟&ドラゴン・キッド | YAMATO&サイバー・コング(14)、鷹木信悟&ドラゴン・キッド(12)、土井成樹&吉野正人(10)、横須賀享&斎藤了(10)、新井健一郎&岩佐拓(8)、マット・ジャクソン&ニック・ジャクソン(8)、Gamma&神田裕之(6)、望月成晃&ドン・フジイ(2)、B×Bハルク&谷嵜なおき組(2) |
| 2008年 | Summer Adventure Tag League Ⅱ 8月9日 - 8月28日 【準決勝・決勝】後楽園ホール タッグ9チームによる総当たりリーグ戦と上位4チームによる決勝トーナメントで開催。 優勝した土井&吉野組は2連覇。 | |
| 2009年 | 鷹木信悟&YAMATO | 鷹木信悟&YAMATO(12)、望月成晃&中嶋勝彦(12)、吉野正人&B×Bハルク(11)、新井健一郎&神田裕之(10)、土井成樹&谷嵜なおき(9)、横須賀享&KAGETORA(8)、ドラゴン・キッド&戸澤陽(4)、サイバー・コング&Kzy(4)、CIMA&Gamma(2) |
| 2009年 | 望月成晃&中嶋勝彦 | 鷹木信悟&YAMATO(12)、望月成晃&中嶋勝彦(12)、吉野正人&B×Bハルク(11)、新井健一郎&神田裕之(10)、土井成樹&谷嵜なおき(9)、横須賀享&KAGETORA(8)、ドラゴン・キッド&戸澤陽(4)、サイバー・コング&Kzy(4)、CIMA&Gamma(2) |
| 2009年 | Summer Adventure Tag League Ⅲ 8月1日 - 8月26日 【準決勝・決勝】後楽園ホール タッグ9チームによる総当たりリーグ戦と上位4チームによる決勝トーナメントで開催。 土井と吉野は、それぞれ別のパートナーと出場したため、自動的に3連覇は無くなった。 ツインゲート統一タッグ王者組の堀口&斎藤組は不参加。 優勝賞金は鷹木の意向により、返上された。 | |
| 2010年 | 吉野正人&土井成樹(3) | A:横須賀享&K-ness.(7)、吉野正人&土井成樹(6)、CIMA&Gamma(5)、PAC&マーク・ハスキンス(2)、サイバー・コング&KAGETORA(0) B:堀口元気&斎藤了(7)、鷹木信悟&YAMATO(5)、望月成晃&ドン・フジイ(4)、B×Bハルク&谷嵜なおき(2)、神田裕之&Kzy(2) |
| 2010年 | 堀口元気&斎藤了 | A:横須賀享&K-ness.(7)、吉野正人&土井成樹(6)、CIMA&Gamma(5)、PAC&マーク・ハスキンス(2)、サイバー・コング&KAGETORA(0) B:堀口元気&斎藤了(7)、鷹木信悟&YAMATO(5)、望月成晃&ドン・フジイ(4)、B×Bハルク&谷嵜なおき(2)、神田裕之&Kzy(2) |
| 2010年 | Summer Adventure Tag League Ⅳ 7月30日 - 8月24日 【準決勝・決勝】後楽園ホール タッグ10チームによる5チーム2ブロックのリーグ戦と各ブロック上位2チームによる決勝トーナメントで開催。(2ブロック制は初) 優勝した吉野&土井組は通算3度目のタッグリーグ制覇。 | |
| 2011年 | B×Bハルク&戸澤陽 | 谷嵜なおき&Kzy(シード)、望月成晃&YAMATO、堀口元気&斎藤了、土井成樹&神田裕之、CIMA&リコシェ⇒ドン・フジイ&琴香、Gamma&リッチ・スワン(シード)、スペル・シーサー&KAGETORA(シード)、B×Bハルク&戸澤陽、新井健一郎&岩佐拓、鷹木信悟&横須賀享、サイバー・コング&トマホークT.T、吉野正人&ドラゴン・キッド(シード) |
| 2011年 | 望月成晃&YAMATO | 谷嵜なおき&Kzy(シード)、望月成晃&YAMATO、堀口元気&斎藤了、土井成樹&神田裕之、CIMA&リコシェ⇒ドン・フジイ&琴香、Gamma&リッチ・スワン(シード)、スペル・シーサー&KAGETORA(シード)、B×Bハルク&戸澤陽、新井健一郎&岩佐拓、鷹木信悟&横須賀享、サイバー・コング&トマホークT.T、吉野正人&ドラゴン・キッド(シード) |
| 2011年 | Summer Adventure Tag Tournament 2011 8月3日 - 8月7日 【準決勝・決勝】名古屋国際会議場 タッグ12チームによるトーナメントで開催。(トーナメントは初) 開催発表後にツインゲート統一タッグ王座を奪取したCIMA&リコシェ組も出場予定だったが、会社が把握していなかった「物理的に出場不可能」な日程な為、出場枠をフジイに譲渡。パートナーを決める若手選抜トーナメントを勝ち上がった琴香と組んで出場した。 | |
| 2012年 | B×Bハルク&戸澤陽&谷崎なおき | A:「ブランキーイエロー」B×Bハルク&戸澤陽&谷崎なおき(6)、「絶倫龍」望月成晃&ドン・フジイ&ドラゴン・キッド(4)、「窓際にほえろ!」新井健一郎&スペル・シーサー&しゃちほこBOY(2)、「マライサ注意!」堀口元気H.A.Gee.Mee!!&斎藤“ジミー”了&谷嵜なおき(0) B:「南大阪最強トリオ」CIMA&Gamma&マグニチュード岸和田(6)、「職人3(しょくにんさん)」ジミー・ススム&ジミー・神田&ジミー・カゲトラ(4)、「ライジングドラゴン」鷹木信悟&YAMATO&三代目超神龍(2)、「チーム・ソルティードッグ」サイバー・コング&Kzy&問題龍(0) |
| 2012年 | CIMA&Gamma&マグニチュード岸和田 | A:「ブランキーイエロー」B×Bハルク&戸澤陽&谷崎なおき(6)、「絶倫龍」望月成晃&ドン・フジイ&ドラゴン・キッド(4)、「窓際にほえろ!」新井健一郎&スペル・シーサー&しゃちほこBOY(2)、「マライサ注意!」堀口元気H.A.Gee.Mee!!&斎藤“ジミー”了&谷嵜なおき(0) B:「南大阪最強トリオ」CIMA&Gamma&マグニチュード岸和田(6)、「職人3(しょくにんさん)」ジミー・ススム&ジミー・神田&ジミー・カゲトラ(4)、「ライジングドラゴン」鷹木信悟&YAMATO&三代目超神龍(2)、「チーム・ソルティードッグ」サイバー・コング&Kzy&問題龍(0) |
| 2012年 | Summer Adventure Tag League 2012 ～オープン・ザ・トライアングルゲート王座第36代王者組決定戦～ 8月2日 - 8月19日 【決勝】博多スターレーン トリオ8チームによる4チーム2ブロックのリーグ戦と各ブロック最高得点チームによる決勝戦で開催。(望月成晃の提案による、トリオのリーグ戦は初) 開催発表当時、第35代トライアングルゲート王者組であったWORLD-1 INTERNATIONAL土井&吉野&PAC組はPACのDRAGON GATE卒業による王座返上をした。また、メンバー編成の都合上リーグ戦参加も辞退。 暁～akatsuki～は、パートナー決定戦で神龍が富永に勝利し、鷹木&YAMATOのパートナーに決定した。 最下位は決定戦でマライサ注意!(A)に敗れたチーム･ソルティードッグ(B)となった。 優勝したブランキー・イエローはトライアングルゲート王座を戴冠。(戸澤と谷崎は初戴冠) | |
| 2013年 | T-Hawk&Eita | A:YAMATO&B×Bハルク(4)、土井成樹&吉野正人→吉野正人&元三代目超神龍・渡辺陽介(2)、望月成晃&ドン・フジイ(2)、鷹木信悟&戸澤陽(2) B:T-Hawk&Eita(6)、K-ness.&ドラゴン・キッド⇒Gamma(4)、ジミー・ススム&ジミー・神田(2)、サイバー・コング&問題龍(0) |
| 2013年 | YAMATO&B×Bハルク | A:YAMATO&B×Bハルク(4)、土井成樹&吉野正人→吉野正人&元三代目超神龍・渡辺陽介(2)、望月成晃&ドン・フジイ(2)、鷹木信悟&戸澤陽(2) B:T-Hawk&Eita(6)、K-ness.&ドラゴン・キッド⇒Gamma(4)、ジミー・ススム&ジミー・神田(2)、サイバー・コング&問題龍(0) |
| 2013年 | Summer Adventure Tag League 2013 9月7日 - 9月29日 【決勝】神戸サンボーホール タッグ8チームによる4チーム2ブロックのリーグ戦と各ブロック最高得点チームによる決勝戦で開催。 第28代ツインゲート統一タッグ王者組のキッド&K-ness.組も出場予定だったが、キッドの負傷によりリーグ戦参加辞退と共に王座返上、リーグ優勝タッグを暫定王者組とし、復帰次第、王座決定戦を行うことに。(代替出場のK-ness.&Gamma組が優勝した場合はそのまま第29代王者組に。) 土井が吉野を公式戦2戦目に裏切りMAD BLANKEYに加入。吉野はリーグ戦最終戦は、渡辺と組んだ。 優勝したT-Hawk&Eita組はツインゲート統一タッグ暫定王者組に。 | |
| 2014年 | ジミー・ススム&ジミー・カゲトラ | A:T-Hawk&Eita(6)、ジミー・ススム&ジミー・カゲトラ(5)、CIMA&Gamma(4)、吉野正人&しゃちほこBOY(3)、土井成樹&Kzy(2) B:B×Bハルク&望月成晃(6)、鷹木信悟&戸澤陽(6)、堀口元気H.A.Gee.Mee!!&Mr.キューキュー“谷嵜なおき”豊中ドルフィン(4)、YAMATO&パンチ富永(4)、“ミスターハイテンション”琴香&リョーツ清水→リョーツ清水&林悠河(0) |
| 2014年 | T-Hawk&Eita | A:T-Hawk&Eita(6)、ジミー・ススム&ジミー・カゲトラ(5)、CIMA&Gamma(4)、吉野正人&しゃちほこBOY(3)、土井成樹&Kzy(2) B:B×Bハルク&望月成晃(6)、鷹木信悟&戸澤陽(6)、堀口元気H.A.Gee.Mee!!&Mr.キューキュー“谷嵜なおき”豊中ドルフィン(4)、YAMATO&パンチ富永(4)、“ミスターハイテンション”琴香&リョーツ清水→リョーツ清水&林悠河(0) |
| 2014年 | Summer Adventure Tag League 2014 9月6日 - 9月23日 【決勝】BODY MAKER コロシアム第二競技場 タッグ10チームによる5チーム2ブロックのリーグ戦と各ブロック上位2チームによる決勝トーナメント戦(たすきがけ方式)で開催。 琴香が大会期間中に負傷、清水は残りのリーグ戦は、林と組んだ。 | |
| 2015年 | ジミー・ススム&ジミー・クネスJ.K.S. | A:土井成樹&YAMATO(6)、ジミー・ススム&ジミー・クネスJ.K.S.(6)、B×Bハルク&Kzy(4)、ドラゴン・キッド&フラミータ(4)、Eita&Kotoka(0) B:吉野正人&戸澤陽(5)、スモー・フジ&斎藤“スモー”了(5)、鷹木信悟&サイバー・コング(4)、T-Hawk&ビッグR清水(4)、CIMA⇒山村武寛&Gamma(2) |
| 2015年 | 土井成樹&YAMATO | A:土井成樹&YAMATO(6)、ジミー・ススム&ジミー・クネスJ.K.S.(6)、B×Bハルク&Kzy(4)、ドラゴン・キッド&フラミータ(4)、Eita&Kotoka(0) B:吉野正人&戸澤陽(5)、スモー・フジ&斎藤“スモー”了(5)、鷹木信悟&サイバー・コング(4)、T-Hawk&ビッグR清水(4)、CIMA⇒山村武寛&Gamma(2) |
| 2015年 | Summer Adventure Tag League 2015 9月5日 - 9月27日 【決勝】神戸サンボーホール タッグ10チームによる5チーム2ブロックのリーグ戦と各ブロック上位2チームによる決勝トーナメント戦(たすきがけ方式)で開催。 (⇒Bブロックが同率1位で2チームが並んだため決勝トーナメントの組み合わせは抽選に) CIMAが公式戦2戦目で負傷、Gammaは3戦目以降急遽デビューした山村と組んだ。 KotokaがEitaを公式戦最終戦で裏切りVerserK追放に。対戦相手の土井&YAMATO組は白星を拾う結果に。 | |
| 2016年 | ドラゴン・キッド&Eita | A:土井成樹&"brother"YASSHI(10)、ジミー・ススム&ジミー・カゲトラ(6)、吉野正人&T-Hawk(6)、堀口元気H.A.Gee.Mee!!&斎藤“ジミー”了(4)、山村武寛&石田凱士(2)、ヨースケ♡サンタマリア&エル・リンダマン(2) B:ドラゴン・キッド&Eita(8)、CIMA&Gamma(7)、YAMATO&B×Bハルク(6)、戸澤陽&ビッグR清水(6)、鷹木信悟&サイバー・コング(3)、望月成晃&中村風太(0) |
| 2016年 | 土井成樹&"brother"YASSHI | A:土井成樹&"brother"YASSHI(10)、ジミー・ススム&ジミー・カゲトラ(6)、吉野正人&T-Hawk(6)、堀口元気H.A.Gee.Mee!!&斎藤“ジミー”了(4)、山村武寛&石田凱士(2)、ヨースケ♡サンタマリア&エル・リンダマン(2) B:ドラゴン・キッド&Eita(8)、CIMA&Gamma(7)、YAMATO&B×Bハルク(6)、戸澤陽&ビッグR清水(6)、鷹木信悟&サイバー・コング(3)、望月成晃&中村風太(0) |
| 2016年 | Summer Adventure Tag League 2016 8月6日 - 9月10日 【準決勝・決勝】エディオンアリーナ大阪第二競技場 タッグ12チームによる6チーム2ブロックのリーグ戦と各ブロック上位2チームによる決勝トーナメント戦(たすきがけ方式)で開催。 中村が大会期間中に負傷、1戦目から3戦目は不戦敗となった。 | |
| 2017年 | 5ユニットサバイバルレースを開催 | 5ユニットサバイバルレースを開催 |
| 2018年 | 開催なし | 開催なし |
| 2019年 | 開催なし | 開催なし |
| 2020年 | 開催なし | 開催なし |
| 2021年 | 開催なし | 開催なし |
| 2022年 | 開催なし | 開催なし |
| 2023年 | 吉岡勇紀&菊田円 | A:箕浦康太&B×Bハルク(7)、吉岡勇紀&菊田円(6)、ジェイソン・リー&JACKY"FUNKY"KAMEI(5)、H・Y・O&ISHIN(5)、望月マサアキ&望月ジュニア(4)、加藤良輝&永野海斗(3) B:シュン・スカイウォーカー&KAI(8)、望月ススム&神田ヤスシ(6)、YAMATO&土井成樹(5)、ストロングマシーン・J&ストロングマシーン・F(5)、ドラゴン・キッド&ドラゴン・ダイヤ(4)、Ben-K&ミノリータ(0) |
| 2023年 | 望月ススム&神田ヤスシ | A:箕浦康太&B×Bハルク(7)、吉岡勇紀&菊田円(6)、ジェイソン・リー&JACKY"FUNKY"KAMEI(5)、H・Y・O&ISHIN(5)、望月マサアキ&望月ジュニア(4)、加藤良輝&永野海斗(3) B:シュン・スカイウォーカー&KAI(8)、望月ススム&神田ヤスシ(6)、YAMATO&土井成樹(5)、ストロングマシーン・J&ストロングマシーン・F(5)、ドラゴン・キッド&ドラゴン・ダイヤ(4)、Ben-K&ミノリータ(0) |
| 2023年 | Rey de Parejas 2023 2月3日 - 3月2日 【準決勝・決勝】後楽園ホール タッグ12チームによる6チーム2ブロックのリーグ戦と各ブロック上位2チームによる決勝トーナメント戦(たすきがけ方式)で開催。 2016年のSummer Adventure Tag League 2016以来となる7年ぶりのタッグリーグ戦の開催となった。 | |
| 2024年 | ドラゴン・キッド&土井成樹 | A:ドラゴン・キッド&土井成樹(8)、BIGBOSS清水&ストロングマシーン・J(7)、大鷲透&近藤修司(5)、KAI&ギアニー・ヴァレッタ(4)、モズク富永&首里ジョー(1)、箕浦康太&Ben-K(1) B:YAMATO&横須賀ススム(8)、ルイス・マンテ&豹(6)、シュン・スカイウォーカー&加藤良輝⇒ISHIN(5)、Kzy&U-T(4)、ジェイソン・リー&JACKY“FUNKY”KAMEI(4)、菊田円&ドラゴン・ダイヤ(4) |
| 2024年 | YAMATO&横須賀ススム | A:ドラゴン・キッド&土井成樹(8)、BIGBOSS清水&ストロングマシーン・J(7)、大鷲透&近藤修司(5)、KAI&ギアニー・ヴァレッタ(4)、モズク富永&首里ジョー(1)、箕浦康太&Ben-K(1) B:YAMATO&横須賀ススム(8)、ルイス・マンテ&豹(6)、シュン・スカイウォーカー&加藤良輝⇒ISHIN(5)、Kzy&U-T(4)、ジェイソン・リー&JACKY“FUNKY”KAMEI(4)、菊田円&ドラゴン・ダイヤ(4) |
| 2024年 | Rey de Parejas 2024 3月6日 - 4月10日 【準決勝・決勝】後楽園ホール タッグ12チームによる6チーム2ブロックのリーグ戦と各ブロック上位2チームによる決勝トーナメント戦(たすきがけ方式)で開催。 元々はシュン&加藤組で出場予定だったが、加藤が前シリーズで負傷、代わりにISHINが出場した。 ジェイソンがKAMEIを公式戦最終戦で裏切り、Z-Bratsへ加入。 | |
| 2025年 | シュン・スカイウォーカー&帆希 | A:吉岡勇紀&ドラゴン・ダイヤ(3)、横須賀ススム&kagetora(5)、JACKY KAMEI&Riiita(7)、箕浦康太&ジェイソン・リー(6)、ISHIN&加藤良輝(5)、布田龍&柳内大貴(2) B:YAMATO&B×Bハルク(5)、ストロングマシーン・J&Kzy(6)、豹&黒潮TOKYOジャパン(8)、Ben-K&望月ジュニア(4)、望月成晃&佐原明浩(1)、シュン・スカイウォーカー&帆希(6) |
| 2025年 | 箕浦康太&ジェイソン・リー | A:吉岡勇紀&ドラゴン・ダイヤ(3)、横須賀ススム&kagetora(5)、JACKY KAMEI&Riiita(7)、箕浦康太&ジェイソン・リー(6)、ISHIN&加藤良輝(5)、布田龍&柳内大貴(2) B:YAMATO&B×Bハルク(5)、ストロングマシーン・J&Kzy(6)、豹&黒潮TOKYOジャパン(8)、Ben-K&望月ジュニア(4)、望月成晃&佐原明浩(1)、シュン・スカイウォーカー&帆希(6) |
| 2025年 | Rey de Parejas 2025 3月2日 - 3月30日 【開幕戦】エディオンアリーナ大阪第二競技場【準決勝・決勝戦】神戸サンボーホール 元々は、ダイヤ&菊田円組で出場予定だったが、2月5日後楽園ホールのメインイベント終了後に吉岡勇紀が復帰をし、ダイヤ&吉岡組として再エントリーが決まった。 | |

## 主な記録
2024年大会終了時点
- 最多優勝タッグ - 3回 : 土井成樹&吉野正人組（2007年-2008年、2010年）
- 最多優勝者 - 4回 : 土井成樹（2007年-2008年、2010年、2024年）
- 最多連続優勝タッグ - 2回 : 土井成樹&吉野正人組（2007年-2008年）
- 最多連続優勝者 - 2回 : 土井成樹、吉野正人（ともに2007年-2008年）、B×Bハルク、戸澤陽（ともに2011年-2012年）、T-Hawk（2012年-2013年）、ジミー・ススム（2014年-2015年）
- 最多決勝進出タッグ - 3回 : 土井成樹&吉野正人組（2007年-2008年、2010年）
- 最多決勝進出者 - 6回 : 土井成樹（2007年-2008年、2010年、2015年-2016年、2024年）
- 最多連続決勝進出タッグ - 2回 : 土井成樹&吉野正人組（2007年-2008年）、T-Hawk&Eita組（2013年-2014年）
- 最多連続決勝進出者 - 3回 : B×Bハルク（2011年-2013年）、T-Hawk（2012年-2014年）
- 最多出場タッグ - 5回 : CIMA&Gamma組（2009年-2010年、2014年-2016年）
- 最多連続出場タッグ - 3回 : CIMA&Gamma組（2014年-2016年）
- 最多出場者 - 12回 : 横須賀ススム(2007年-2016年、2023年-2024年)
- 最多連続出場者 - 10回 : 横須賀ススム、Gamma、鷹木信悟（ともに2007年-2016年）